# 吕彦直
呂彥直（1894年7月28日—1929年3月18日），字仲宜，別号古愚，安徽滁县（今滁州）人，生於天津，祖籍山东东平县彭集镇吕家庙村。中國建築師，曾设计南京中山陵、广州中山纪念堂及中山纪念碑等建筑。与刘敦桢、童寯、梁思成、杨廷宝合称“建筑五宗师”。

## 生平

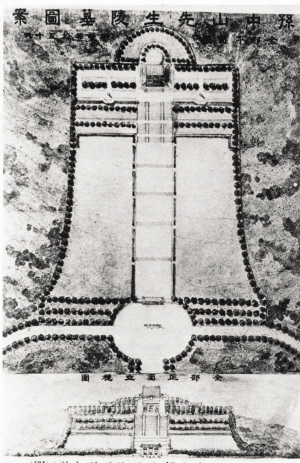
吕彦直的中山陵设计方案

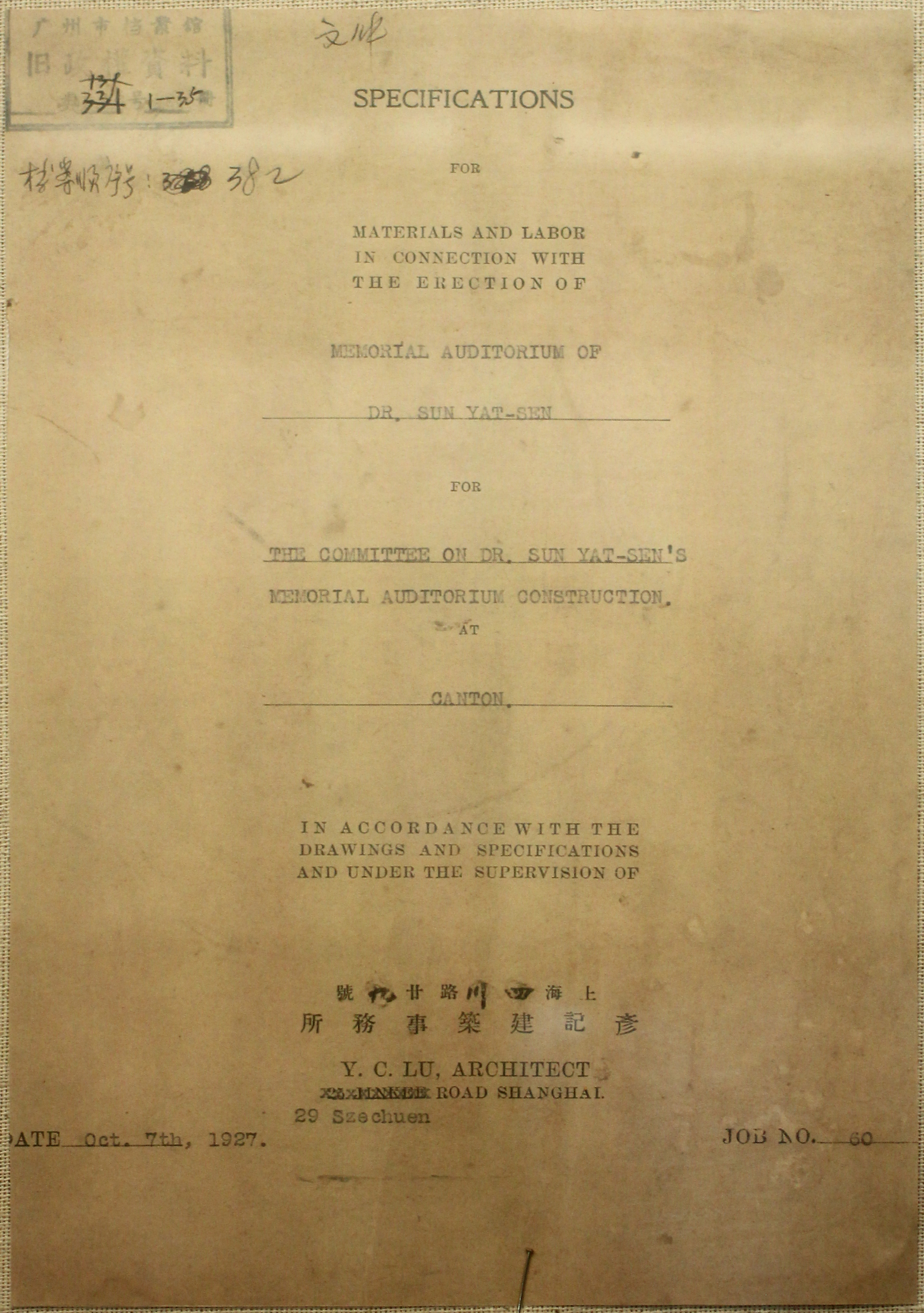
廣州市工務局修築中山紀念堂的合約文件。出自彥記建築事務所。

1901年5月，父吕增祥去世，翌年隨日本出生的二姐吕静宜、姐夫严伯玉到法国巴黎读书，1908年随二姐、姐夫回到了天津。1911年，吕彦直考上清华学堂留美预备部。1913年清华学堂毕业后考取公费留学美国，就读於美国康奈尔大学。1918年获康奈尔大学建筑学学士学位。后进入纽约亨利·墨菲（Henry Murphy）建筑师事务所工作。1921年夏，吕彦直返回中国，进入墨菲事务所上海分所工作。
1921年初，吕彦直与黃檀甫在巴黎卢浮宫邂逅并结下深厚友谊。翌年3月二人共同创办了“真裕公司”，吕彦直主内做设计，黄檀甫跑外承接业务。
1925年9月20日吕彦直设计的中山陵获得首奖，受聘为中山陵的建筑师，从此名声大振。两日後他对外宣布设立“彦记建筑事务所”，实际身份是真裕公司。
1926年所设计的中山纪念堂及纪念碑，再次获得一等奖，11月3日与“孙中山先生广州纪念堂筹备委员会”签订建筑师合同。
黄檀甫从1926年3月12日代表吕彦直出席南京中山陵奠基典礼、并在典礼上代表吕彦直发表讲话这一事件开始，代表吕彦直在公众场合与媒体和政府打交道。吕彦直性格沉静缄默，黄檀甫则活泼外向，善与人交往、演讲，每次代表吕彦直与南京政府的官员交涉、与葬事筹备处协商，都令吕彦直满意。1927年9月初，吕彦直再次病倒，病情比1926年春的那次要严重得多。同月，孙中山先生广州纪念堂筹备委员会向吕彦直发出邀请函，但吕因病已无法应邀南下。吕彦直在病榻上不知道自己能否活下來，履行完成广州中山纪念堂、纪念碑的建筑任务，遂决定委托黄檀甫为自己的全权代表。黄檀甫在今后的日子里做了两件事，替吕彦直料理后事、整理遗物并分批归还吕氏家人；二是跟踪拍摄中山陵和纪念堂的建筑过程。後来为长期收藏和保管中山陵和中山纪念堂、纪念碑的图纸、照片，以及吕彦直的大量图书资料还耗费了大量精力、财力。因黄檀甫被以“隐匿敌产”的莫须有罪名，关进了上海市提篮桥监狱。真裕公司最终在中华人民共和国成立後在1951年2月倒闭。中山纪念堂的图纸也差点遗失。
1928年初，吕彦直被确诊患有肝癌。翌年3月18日凌晨不治过世，年34岁。

## 家庭

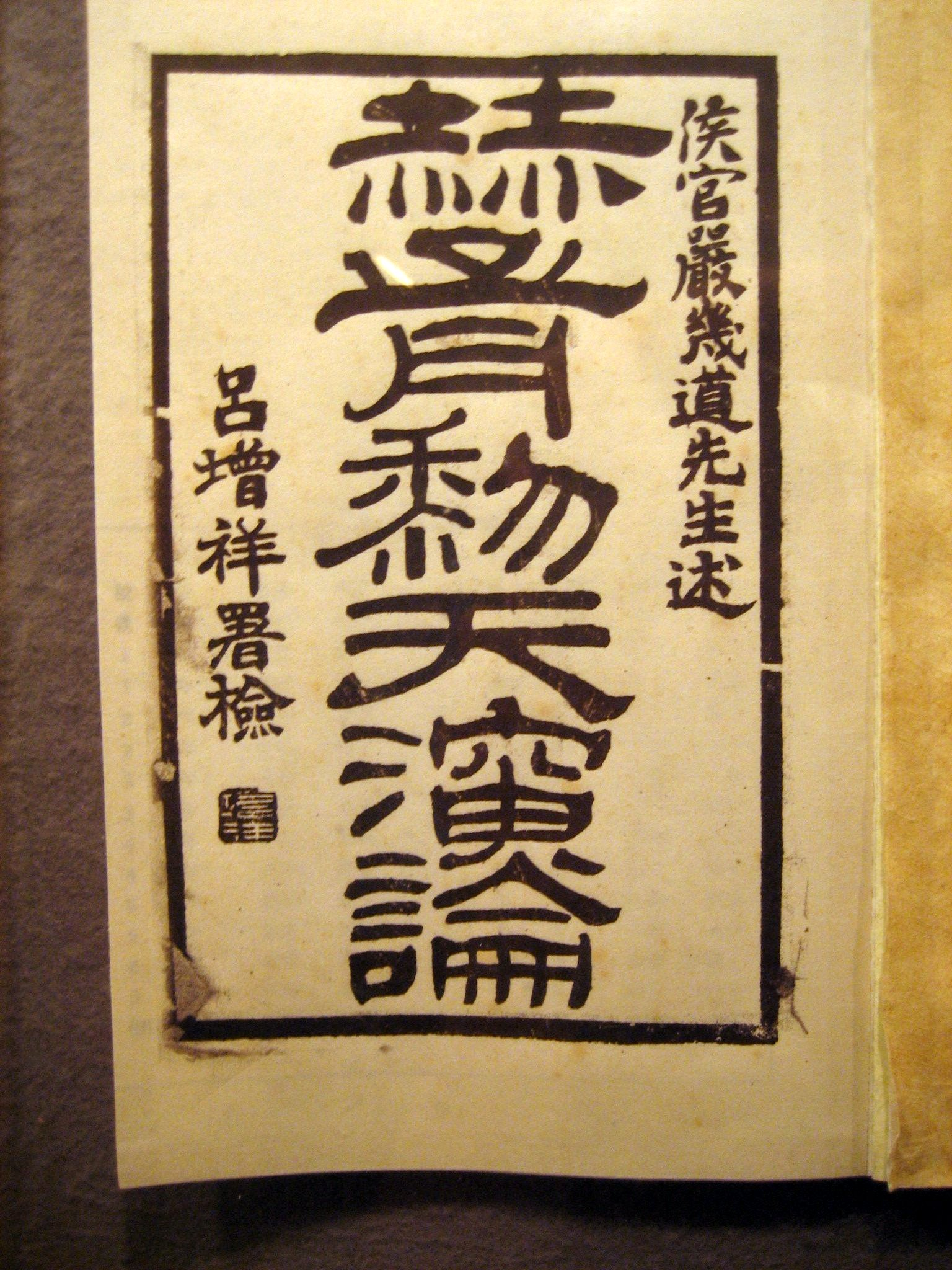
吕增祥题字的《天演論》

吕彦直父亲吕增祥，生于安徽滁县，科举出身，在北京清政府中行走，官至五品，並協助自強運動。1885年左右奉派出使日本，约在1890年左右奉调回国，在李鸿章麾下，任天津知州。在天津建有一西洋式的大宅。在1890年至1900年吕增祥任天津知州期间，由于其有出使东洋的经历和见识，思想比较开放，又热情好客，于是身边便聚集了一批新派知识分子。每当周末，这批知识分子总喜欢到吕知州的西洋大宅里聚会。其中的北洋水师学堂总办、大翻译家嚴復、清直隶道员，后来的国务总理、外交家孙寶琦等更成为吕凤祥的密友。
吕、严两家是多重的亲家，先是吕增祥二女儿吕静宜嫁给了严复长子严伯玉，接着吕长子吕彦深娶了严复侄女严琦，再是吕彦直与严复的二女儿相好，并订为未婚妻。1929年3月下旬，正在北京读书的严二小姐从报纸上知道吕彦直病逝後痛不欲生，決意遁入空門成為比丘尼，在北京西郊剃髮出家，法名“秋妙”。秋妙在1950至1951年间经香港去了台湾，并死于台湾。
吕彦直二姐夫因贫病而死。三弟师从历史学家顾颉刚，是历次运动的箭靶，贫病死于文化大革命前夕。四弟是上海中共地下党员，开有“金马书堂”印刷厂掩护革命工作，死于1932年。另据说，二姐1959年病逝于台湾。

## 建筑作品
- 中山陵
- 中山纪念堂
- 中山纪念碑